# Anachloris subochraria
Anachloris subochraria är en fjärilsart som först beskrevs av Doubleday in White och Doubleday 1843.  Anachloris subochraria ingår i släktet Anachloris och familjen mätare. Inga underarter finns listade i Catalogue of Life.

## Bildgalleri

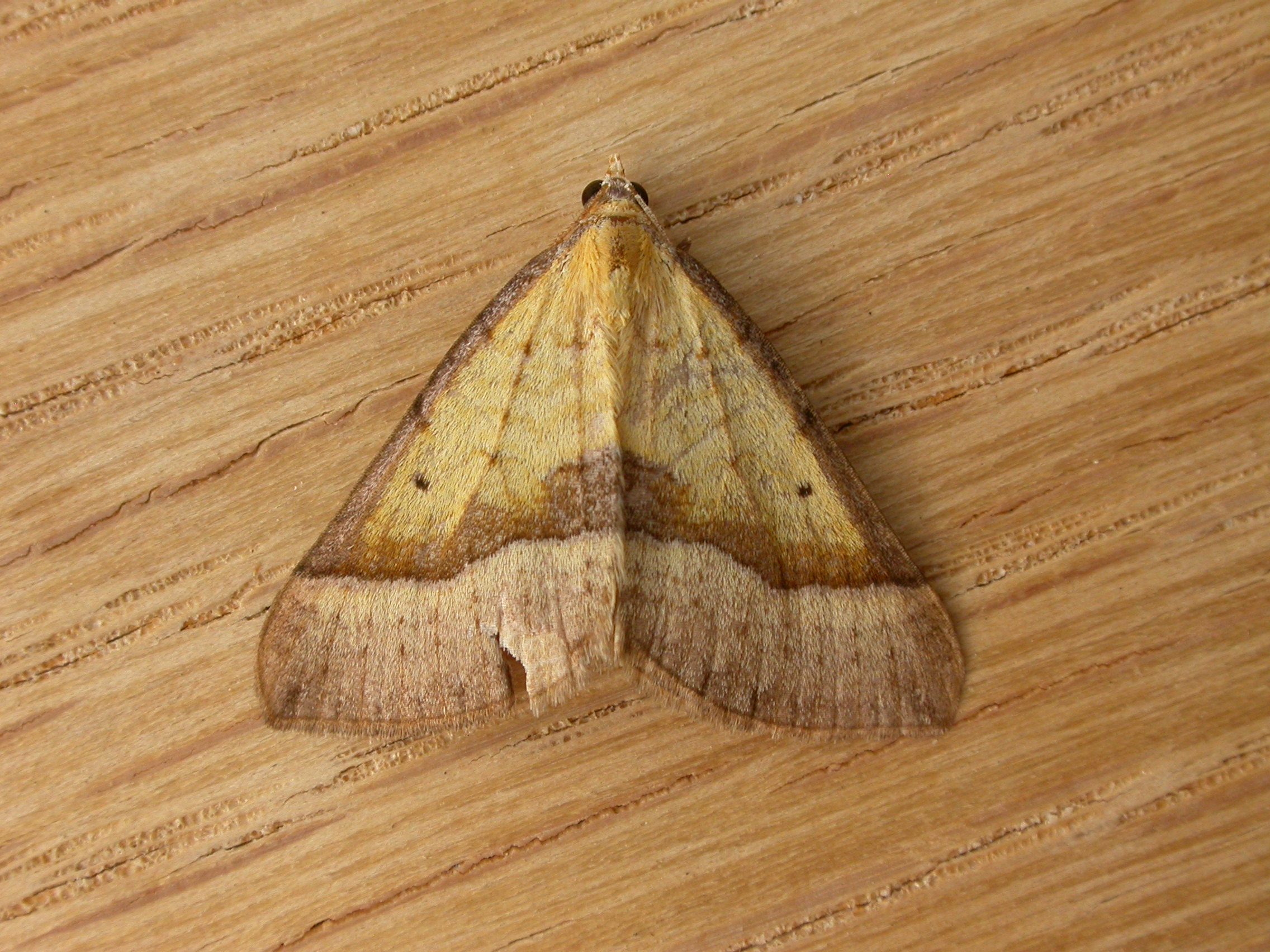
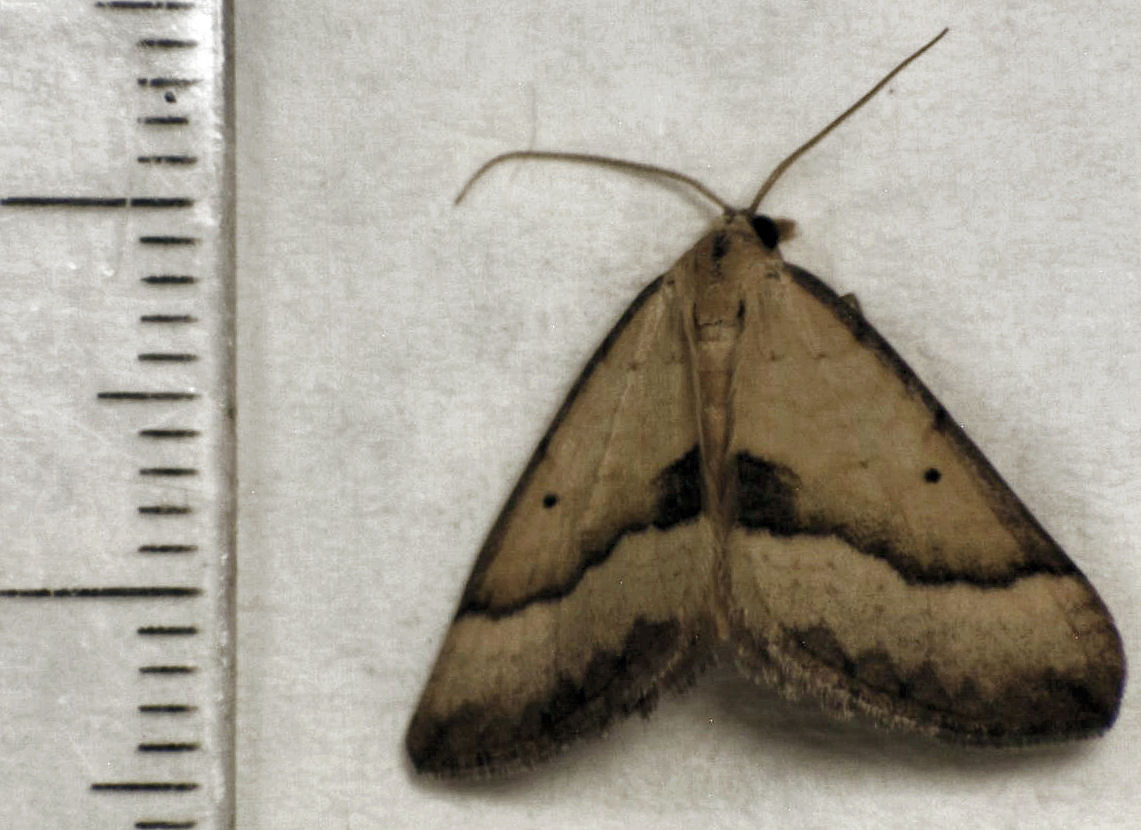
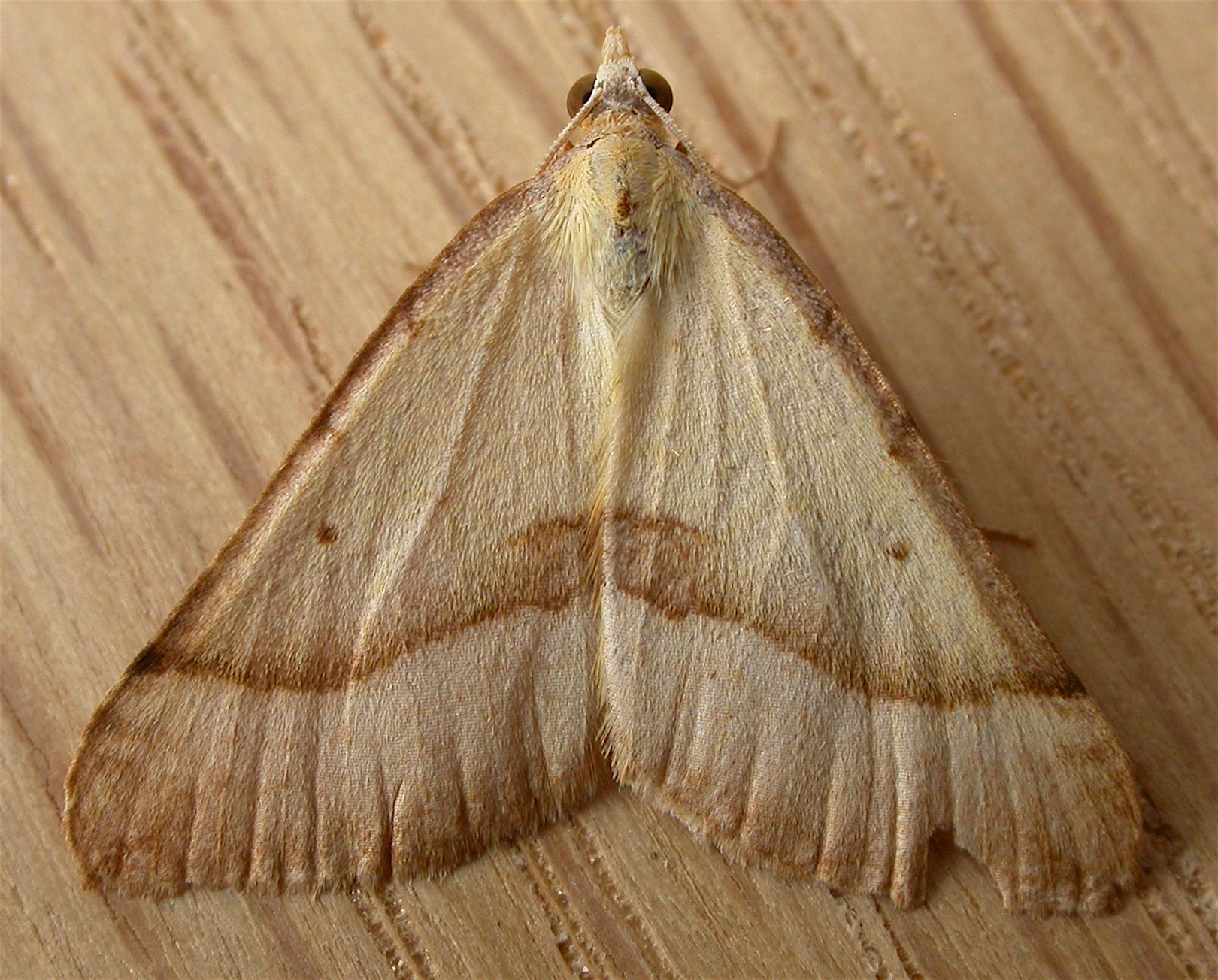